# Medalla del Servei General (1918)

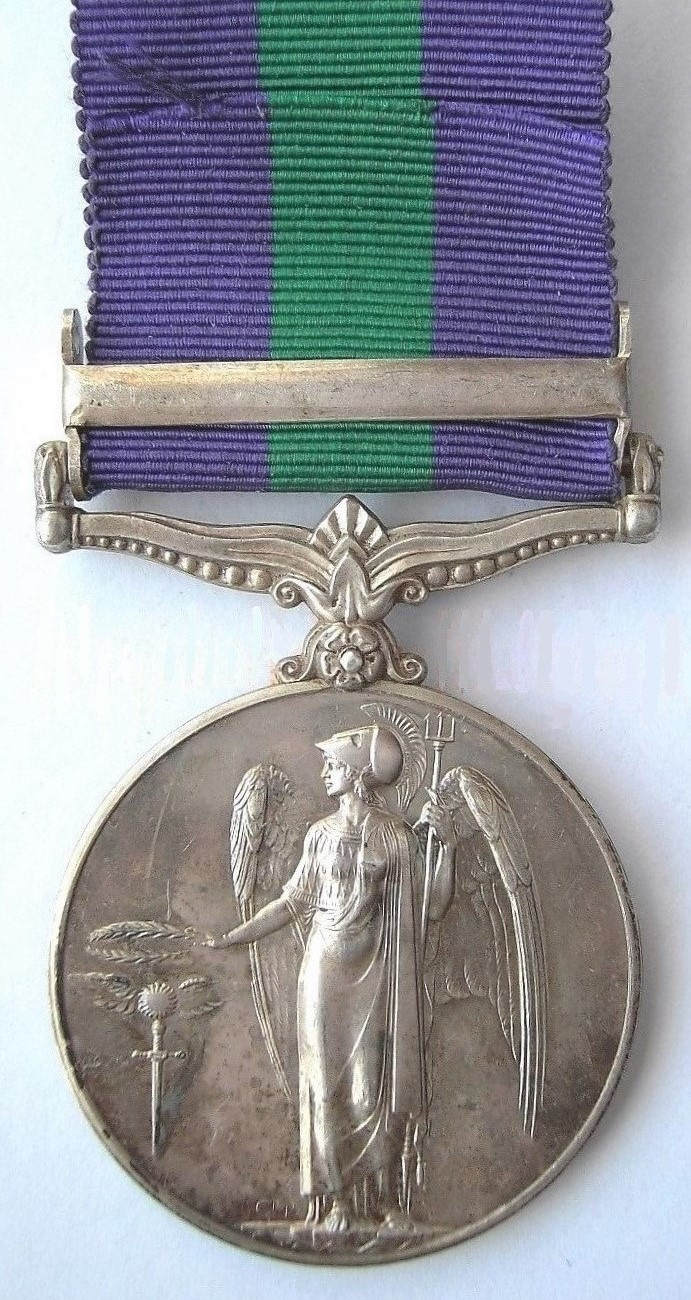
Revers de la medalla

Cinta de la medalla amb el Distintiu de Menció als Despatxos

La Medalla del Servei General (anglès: General Service Medal - GSM 1918) es va instituir per reconèixer el servei en operacions menors de l'Exèrcit i la Royal Air Force per a les quals no es preveia cap medalla separada. Les forces locals, inclosa la policia, es qualificaven per a molts dels fermalls, igual que les unitats de l'Exèrcit Indi abans de 1947.
La GSM era equivalent a la Medalla del Servei General Naval de 1915. Ambdues medalles van ser substituïdes per la Medalla del Servei General el 1962.
Es van crear 17 barres, i la medalla no es pot lluir sense barra.

## Descripció
La GSM de 1918 és una medalla circular de plata, de 36 mm (1,4 polzades) de diàmetre, amb el següent disseny:
- L'anvers mostra l'efígie coronada del monarca regnant amb una inscripció adequada.
- El revers mostra la figura alada de la Victòria, dempeus, amb un casc corinti i un trident, que atorga una corona als emblemes de l'exèrcit (l'espasa) i de la RAF (les ales). Va ser dissenyat per E Carter Preston.
- La cinta de 32 mm (1,3 polzades) d'amplada té tres franges iguals de color porpra, verd fosc i porpra.

El número de servei, el rang, el nom i el regiment o cos del receptor estan impresos a la vora de la medalla en majúscules petites.
Un emblema de fulla de roure de bronze es porta a la cinta de la medalla per significar una Menció als despatxos o en la Menció del Rei/Reina per una campanya per la qual es va atorgar el GSM.

## Fermalls
Es van atorgar un total de divuit fermalls, i la medalla mai es va atorgar sense fermall. Els fermalls consisteixen en barres de plata que porten el nom de la campanya o teatre d'operacions corresponent. Estaven fixats a la barra de suspensió de la medalla.
Quan s'establia un període mínim de qualificació per a un fermall, aquest no s'aplicava als morts o ferits a causa d'operacions, ni als condecorats per valentia o conducta distingida, inclosa una menció en despatxos i una Menció de la Reina.
Els tancaments i els criteris d'adjudicació per a cadascun són:
- Sud de Pèrsia

- Servei a Bushire o prop amb el Major-General J. A. Douglas i el Brigadier-General A. M. S. Elsmie del 12 de novembre de 1918 al 22 de juny de 1919
- Servei a Bandar Abbas o prop amb el major general Sir Percy Sykes o el tinent coronel E.F. Orton del 12 de novembre de 1918 al 3 de juny de 1919

- Kurdistan

Aquest fermall va ser atorgat per les següents accions:
- A Kirkuk o al nord d'una línia que va d'est a oest a través de Kirkurk entre el 23 de maig i el 31 de juliol de 1919.
- A Duhok o al nord d'una línia que travessa Dohok a l'est i a l'oest entre el 14 de juliol i el 7 d'octubre de 1919.
- A les bases avançades prop d'Akra i Amadia o al nord d'elles entre el 7 de novembre i el 6 de desembre de 1919.

L'Ordre de l'Exèrcit núm. 387 de 1924 i la Instrucció de l'Exèrcit (Índia) núm. 132 de 1925 van ampliar l'elegibilitat d'aquest tancament per cobrir futures operacions al Kurdistan sota el comandament del Mariscal de l'Aire Sir J.M. Salmond
- Coronel comandant B. Vincent entre el 19 de març i el 18 de juny de 1923.
- Operacions sota el comandament del coronel comandant H.T. Dobbin entre el 27 de març i el 28 d'abril de 1923.

- Iraq

Aquest fermall es va lliurar a aquells que complien una de les condicions següents:
- Va servir a Ramadi o al nord d'una línia est-oest a través de Ramadi entre el 10 de desembre de 1919 i el 13 de juny de 1920.
- Formar part d'un establiment dins l'Iraq entre l'1 de juliol i el 17 de novembre de 1920.

- Nord-oest de Pèrsia

Atorgada als membres de NoPerForce (Força del Nord de Pèrsia) i a aquells en diverses línies de comunicacions que servien sota el comandament del Brigadier-General Hugh Bateman-Champain del 10 d'agost al 31 de desembre de 1920.
- Desert del Sud de l'Iraq

Atorgat a la RAF pels seus serveis contra els Akhwan al desert del sud, sota el comandament del Comodor de l'aire  T.C.R. Higgins entre el 8 i el 22 de gener de 1928, o sota el comandament del comandant d'ala E.R.C. Nanson entre el 22 de gener i el 3 de juny de 1928.
- Kurdistan del Nord

Per a operacions contra el xeic Admed de Barzan a la zona Diana – Erbil - Aqra - Suri cap al nord fins a la frontera turca, entre el 15 de març i el 21 de juny de 1932. Atorgada a la RAF i al personal militar britànic que servia a les forces iraquianes. No hi havia unitats de l'exèrcit britànic presents.
- Palestina

Pel servei al Mandat Britànic de Palestina entre el 19 d'abril de 1936 i el 3 de setembre de 1939, durant la Revolta Àrab. Atorgada tant al personal militar com al civil, com ara la secció britànica de la Força de Policia de Palestina.
- Sud-est asiàtic 1945–46

Pel servei al sud-est asiàtic després del final de la Segona Guerra Mundial, per a tasques que incloïen la protecció dels presoners de guerra japonesos, el manteniment de la llei i l'ordre i la participació en combats contra combatents enemics a la Indoxina francesa o a les Índies Orientals Holandeses. El novembre de 1946, les forces britàniques, del Domini, colonials i índies implicades havien traspassat les seves responsabilitats als territoris de les antigues potències colonials. Les dates de qualificació eren:
- Índies Orientals Neerlandeses (Java i Sumatra): 3 de setembre de 1945 - 30 de novembre de 1946.
- Indoxina francesa: del 3 de setembre de 1945 al 28 de gener de 1946.

- Desminació i neteja de bombes 1945–49

Atorgat per un total agregat de 180 dies de compromís actiu en la retirada de mines i bombes al Regne Unit entre el 9 de maig de 1945 i el 31 de desembre de 1949.
- Desminació i neteja de bombes 1945–56

Atorgat per un total agregat de 180 dies de compromís actiu en la retirada de mines i bombes als següents llocs entre el 9 de maig de 1945 i el 10 de novembre de 1956 només per personal de l'exèrcit australià:
(a) Illes Salomó (Mandat Australià i Protectorat Britànic)
(b) Nova Guinea (territori en fideïcomís)
(c) Papua
Nota: si el fermall de l'edició de 1945–49 per a la neteja de bombes i mines ja s'havia emès, s'havia de substituir per aquest fermall, no s'emetia a més.
- Palestina 1945–48

Pel servei al Mandat Britànic de Palestina entre el 27 de setembre de 1945 (data en què es va declarar l'estat d'emergència) i el 30 de juny de 1948 (quan van marxar les últimes tropes britàniques). Es va expedir als membres de les Forces Britàniques i Índies i també al personal civil, com ara la secció britànica de la Força de Policia de Palestina.
- Pont aeri de Berlín

Com a resultat de la Revisió Independent de Medalles del 2012 duta a terme per Sir John Holmes, a partir de l'1 de març de 2015 s'ha atorgat un fermall del Transport Aeri de Berlín a la tripulació de la RAF o civil amb almenys un dia de servei a l'operació de Transport Aeri de Berlín del 25 de juny de 1948 al 6 d'octubre de 1949 ambdós inclosos.
El 2020, el Comitè sobre la Concessió d'Honors, Condecoracions i Medalles va decidir no concedir el fermall al personal de terra implicat en el transport aeri.
- Malàisia

Pel servei a Malàisia i Singapur contra les forces guerrilleres comunistes.
Les dates de qualificació per al servei van ser entre el 16 de juny de 1948 i el 31 de juliol de 1960. Per a la colònia de Singapur, el període de dates va ser entre el 16 de juny de 1948 i el 31 de gener de 1959.
Va ser emès a membres de les Forces Britàniques, de la Commonwealth i Colonials i personal civil, per exemple, com a Força de Policia Malaya.
- Zona del Canal

Atorgada per 30 dies de servei continu entre el 16 d'octubre de 1951 i el 19 d'octubre de 1954 dins d'uns límits geogràfics especificats a Egipte. Aquest fermall va ser atorgat uns 50 anys més tard, a l'octubre de 2003, després d'una representació davant del llavors primer ministre, Tony Blair.
- Xipre

Per la seva participació en la repressió d'actes terroristes durant la guerra de guerrilles amb l'organització EOKA, que volia la unió de Xipre amb Grècia (anomenada "Enosis"). El conflicte va involucrar aproximadament 40.000 soldats britànics durant 4 anys.
Es va lliurar a membres de les Forces Militars Britàniques i al personal civil, per exemple, a la Força de Policia de Xipre.
El fermall es va atorgar originalment per 120 dies de servei entre l'1 d'abril de 1955 i el 18 d'abril de 1959. Com a resultat de la Revisió Independent de la Medalla del 2012 duta a terme per Sir John Holmes, a partir de l'1 d'octubre de 2014 el període de qualificació es va reduir a 90 dies de servei, per tal d'ajustar-lo a la Medalla del Servei General d'Àfrica atorgada per la campanya de Kenya.
- Pròxim Orient

Aquest fermall va ser atorgat pel servei a Egipte durant el període comprès entre el 31 d'octubre i el 22 de desembre de 1956. Aquest conflicte sovint es coneix com la Crisi de Suez o pel seu nom en clau d'Operació Mosqueter.
Es va lliurar a membres de les Forces Armades Britàniques i a personal civil seleccionat.
- Península Aràbiga

A causa d'un desacord sobre la terra i els drets petroliers associats, l'Iman d'Oman es va revoltar contra el sultà de Masqat. Després de revessos inicials, el 1955 el sultà va demanar ajuda a les forces britàniques. No va ser fins que es van desplegar forces especials britàniques que els rebels van ser desallotjats del seu territori a les muntanyes de Jebel Akhbar.
El període de qualificació per a aquest fermall és de 30 dies de servei entre l'1 de gener de 1957 i el 30 de juny de 1960, a la colònia o protectorat d'Aden i els sultanats de Masqat i Oman, o qualsevol dels estats adjacents del Golf.
- Brunei

Per un mínim d'1 dia de servei en almenys una de les zones operatives ubicades a l'estat de Brunei, Borneo del Nord o Sarawak entre el 8 i el 23 de desembre de 1962.
Es va atorgar a membres de les Forces Armades Britàniques, civils especialment aprovats i forces policials civils, com ara la Força de Policia de Sarawak.

## Variacions de l'anvers
Hi havia sis anvers. El fermall Malàisia podia ser guardonat amb el Jordi VI (2n tipus) o amb qualsevol de les dues versions d'Elisabet II.

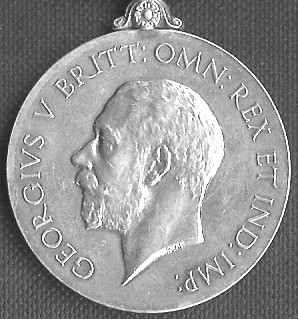
Imatge de moneda del Rei Jordi V (1918–1928)
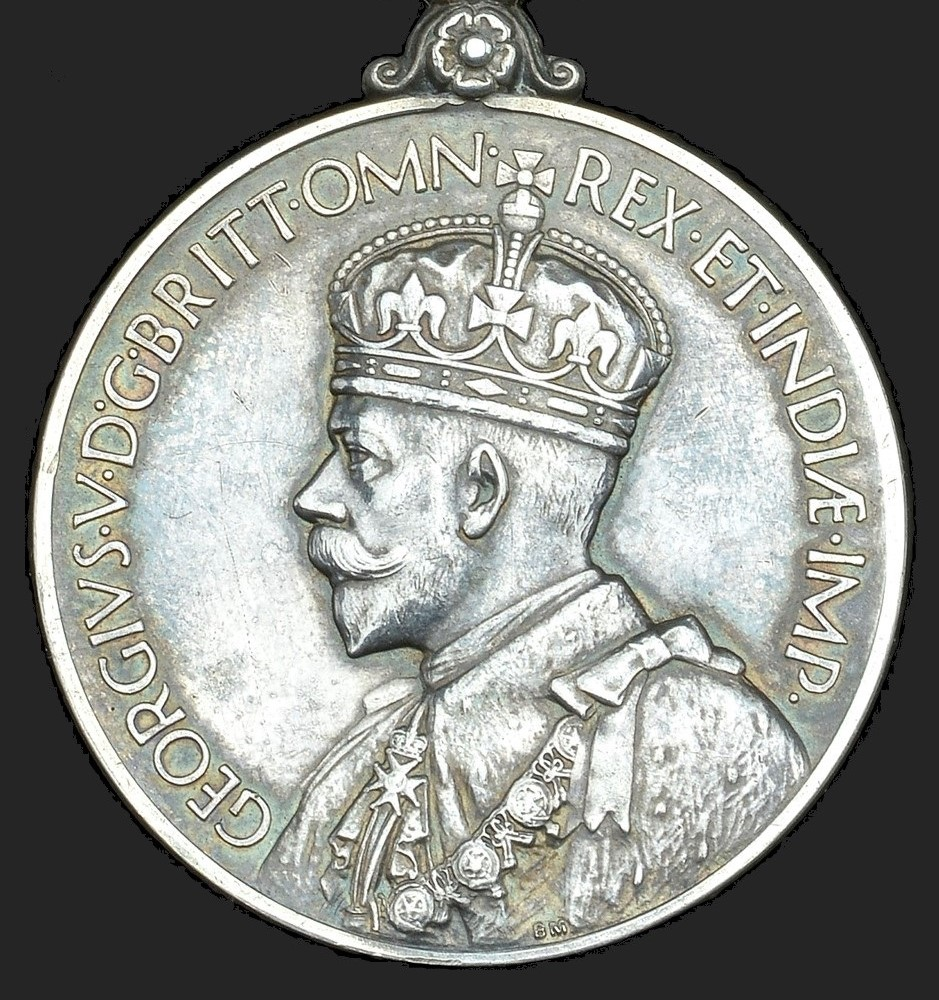
Bust vestit Rei Jordi V (1932)
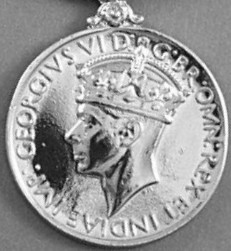
Rei Jordi VI INDIAE IMP (1937–1949)
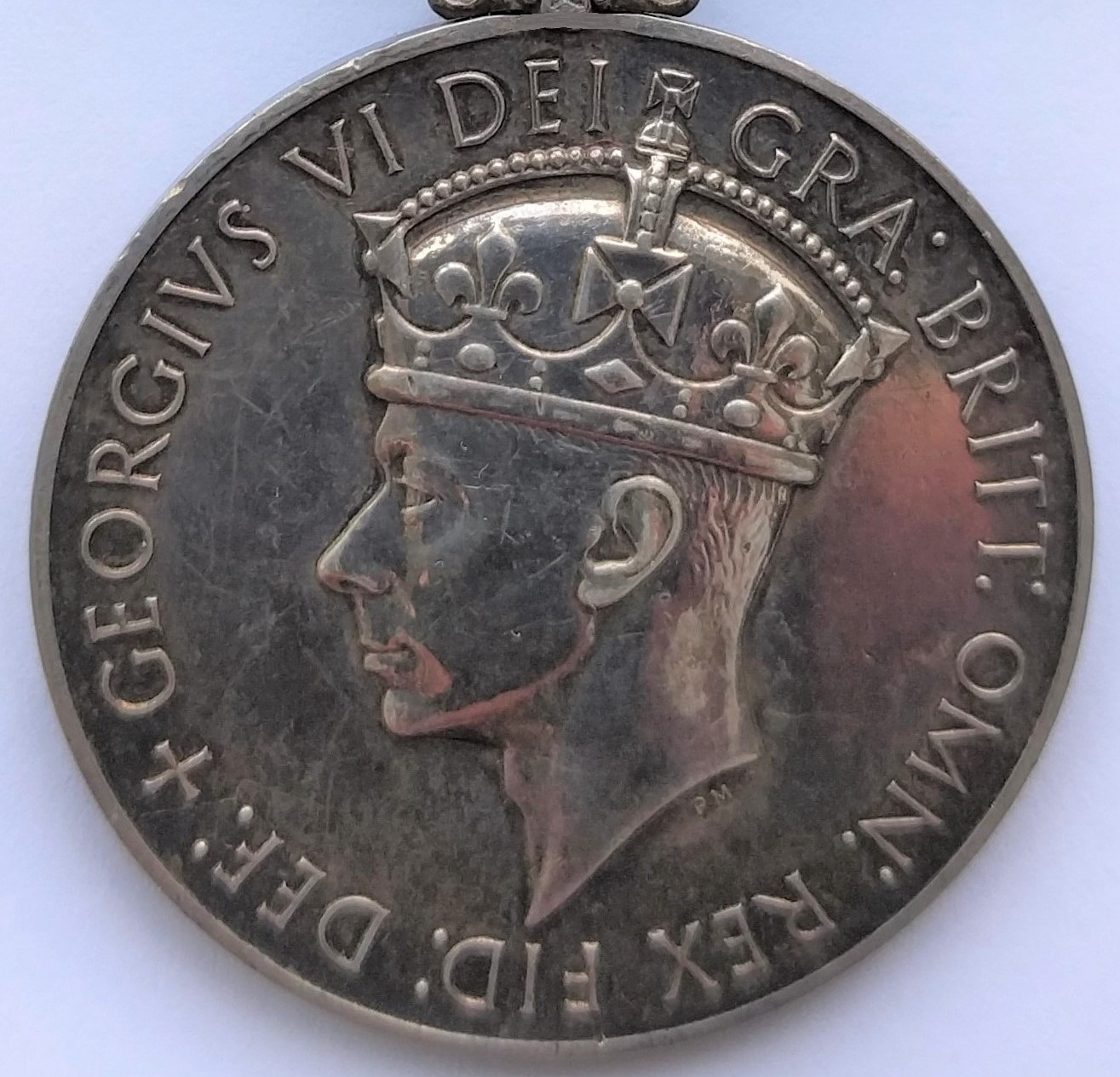
2n tipus Jordi VI (omet INDIAE IMP) (1949–1952)
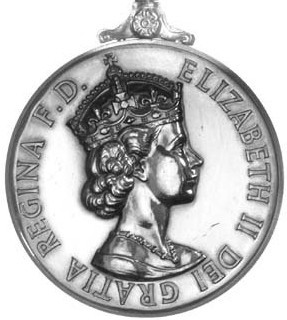
Reina Elisabet II DEI GRATIA (1955–1962)